# Gurschenfirn
Der Gurschenfirn (gelegentlich auch Gurschengletscher genannt) ist ein kleiner Gletscher in der Gotthard-Gruppe im Schweizer Kanton Uri. Er liegt am Nordhang des Gemsstocks (2961 m ü. M.) sowie westlich des Gurschenstocks (2865 m ü. M.). Der alpinistisch wenig bedeutende Gletscher liegt im Skigebiet  Andermatt-Gemsstock. Er wurde bekannt, da er im Jahr 2005 einer der ersten Schweizer Gletscher war, an dem durch Abdeckung im Sommer versucht wurde, das Abschmelzen zu mindern. Der Gletscher hatte zuvor während 15 Jahren im oberen Bereich unterhalb des Gemsstock 20 Meter an Mächtigkeit verloren. Auch im 19. Jahrhundert ist eine Phase des Rückzugs des Gletschers dokumentiert: Damals hatte sich der Gletscher zwischen den Jahren 1861 und 1875 um 300 Meter zurückgezogen und das Gletscherende lag dann auf 2535 Metern Höhe, knapp 200 Meter höher.
Die Schmelzwässer des Gurschengletschers fliessen über den Gurschenbach in die Unteralpreuss und in Andermatt in die Reuss.

## Skigebiet
Der Gletscher befindet sich im Skigebiet Skiarena Andermatt-Sedrun. Über den Gletscher führt der sogenannte „Bernhard-Russi-Run“, eine steile Skiabfahrt, die zu Ehren des Schweizer Skifahrers Bernhard Russi, dem Olympiasieger von 1972, benannt ist.
Bekannt wurde der Gletscher durch eine Aktion im Mai 2005. Dabei wurde versucht, das Abschmelzen der von der Bergstation der Gemsstock-Bahn auf den Gletscher führenden Schneerampe zu mindern. Hierzu wurden 2.500 Quadratmeter Spezialfolie aus Vliesstoff verwendet. Die Massnahme war erfolgreich und wurde in den folgenden Jahren wiederholt und ist auch nach Ansicht des Schweizer Alpen-Clubs (SAC) ökologisch sinnvoll. Allerdings dient diese Massnahme nicht dem Schutz des eigentlichen Gletschers – wie das in den Medien häufig dargestellt wurde –, sondern vermindert den Aufwand zur Wiederherstellung dieser Rampe im Frühwinter bei Wiedereröffnung des Skigebiets.